# NGC 5053
NGC 5053 est un amas globulaire situé dans la constellation de la Chevelure de Bérénice à environ 21 500 a.l. de la Terre. Il a été découvert par l'astronome germano-britannique William Herschel en 1784. 
Sa métallicité est estimée à −2,27 [Fe/H] selon l'article de J. Boyles et al. ou encore à −1,98 [Fe/H] selon Forbes et Bridges et son âge d'environ 12,3 milliards d'années.